# 孔元
孔元（13世纪—1282年），字彦亨，元朝真定府（今河北省正定县）人。
孔元骁勇有智略。1237年，弃家投奔丞相史天泽军中，多次跟随他从征战。跟随他攻取南宋焦湖，围寿春，征安丰，围泗州，多有战功。蒙哥时参加攻打五堂山寨、樊城。中统元年（1260年），跟随忽必烈北征阿里不哥，升管军总把。至元十一年（1274年），伐南宋，为前锋，所向克捷。至元十四年（1277年），进管军千户。至元十五年（1278年），为侍卫亲军千户。至元十六年（1279年），跟随行院别乞里迷失讨平昔里吉等，为宣武将军、右卫亲军总管。至元十九年（1282年）病亡。

## 延伸阅读
[在维基数据编辑]
 《元史/卷165》，出自宋濂《元史》
 《新元史/卷166》，出自柯劭忞《新元史》